# Represaille de Dreef

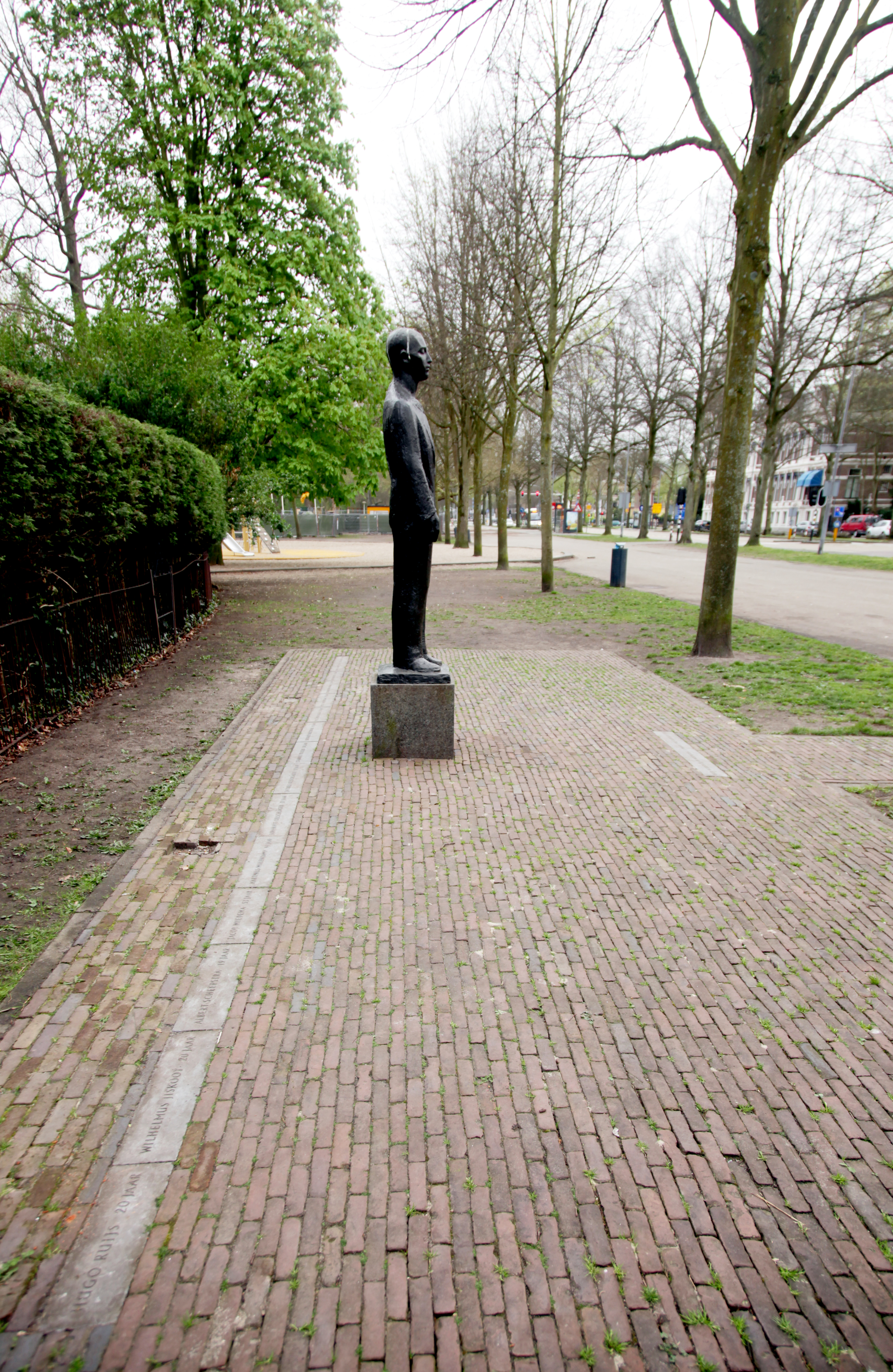
De Dreef in Haarlem, waar de represaille plaatsvond, met herdenkingsstenen en monument

In de Tweede Wereldoorlog zijn op 7 maart 1945 bij de Dreef in Haarlem vijftien gevangen verzetslieden door de Duitsers geëxecuteerd, bij wijze van represaille. Burgers werden gedwongen toe te kijken.

## De executie
De executie stond onder leiding van SS-officier Johann Friedrich Stöver en was een represaille voor de aanslag van Hannie Schaft en Truus Oversteegen op de politieagent en NSB'er Willem Zirkzee en wellicht voor de aanslag op Hanns Rauter van enkele uren daarvoor.

## Geëxecuteerden
De vijftien Todeskandidaten zaten opgesloten in het Huis van Bewaring aan de Weteringschans in Amsterdam, onder verdenking van verzetsdeelname. Het ging om:
- Hugo Ruijs (20 jaar)
- Wilco Jiskoot (20 jaar)
- Albert Scheepstra (19 jaar)
- Jacob Miedema (53 jaar)
- Martinus Molenkamp (46 jaar)
- Johannes Oelschläger (31 jaar)
- Jacobus Oelschläger (31 jaar)
- Johannes Volkers (38 jaar)
- Johannes Rozekrans (43 jaar)
- Willem de Jager (33 jaar)
- Pieter van der Haas (22 jaar)
- Johannes van der Haas (32 jaar)
- Peter van Sloten (30 jaar)
- Cornelis Hartog (25 jaar)
- Jul Alkema (19 jaar)

Vier van de slachtoffers behoorden tot de verzetsgroep die bij een schietpartij bij de Jan Gijzenbrug betrokken was. Stöver bracht een van de verzetsstrijders, die niet dodelijk was geraakt en nog "Leve de koningin!" had geroepen, alsnog met een hoofdschot om.

## Ooggetuigenverslag
Ik kwam aanrijden op de Dreef te Haarlem en moest plotseling stoppen op de hoogte van de drie schuilkelders. Ik moest van de wagen af. Twee weermachtswagens stonden op de weg, waaruit een twintigtal soldaten waren gestapt, die alle verkeer stopzetten en de mensen dwongen om als het ware een grote kring te vormen. En het volgende gruwelijke toneel met eigen ogen te aanschouwen. Acht mensen, alle jonge mannen, werden uit een van de auto's gehaald en opgesteld op het rijwielpad, twee aan twee geboeid. Acht Duitsers, gewapend met machinepistolen stelden zich tegenover de slachtoffers. Geschreeuwd bevel, ratelen, knallen, gillen van afgrijzen, en daar liggen de acht lichamen over en door elkaar.
Een der bloedhonden, een SS-luitenant, controleert zijn prooi en bemerkt, dat een paar der slachtoffers niet geheel dood zijn. Weer komen de Duitsers en maken hen als beesten met een genadeschot af. De moordenaars richtten niet eens behoorlijk en schoten veelal te hoog of te laag. Dit hele tafereel wordt door zeven andere lotgenoten aangezien. Nu worden zij naast hun dode kameraden opgesteld, bij deze mannen was een jongen met rood haar; hij stond fier rechtop. Op het ogenblik dat het bevel gegeven zal worden, schreeuwt hij iets tegen zijn beulen; wat dat kon ik niet verstaan, maar ook zij vielen en werden evenals de anderen afgemaakt. Alle lichamen werden op een open wagen geladen en toen bleek dat een der slachtoffers nog tekenen van leven gaf, werd hij weer afgeladen en doodgeschoten.
Het was vreselijk, en altijd zal die jongen met het rode haar mij bij blijven, ik beschouw deze jongen als een symbool van het verzet.

Een ooggetuige in het Haarlems verzetsblad De Patriot van 10 maart 1945.

## Monument 'Man voor het vuurpeloton'

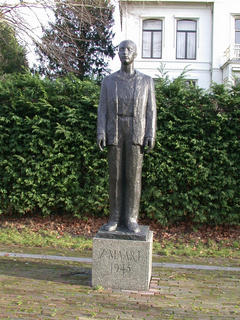
Man voor het Vuurpeloton, door Mari Andriessen, onthuld op 7 maart 1949

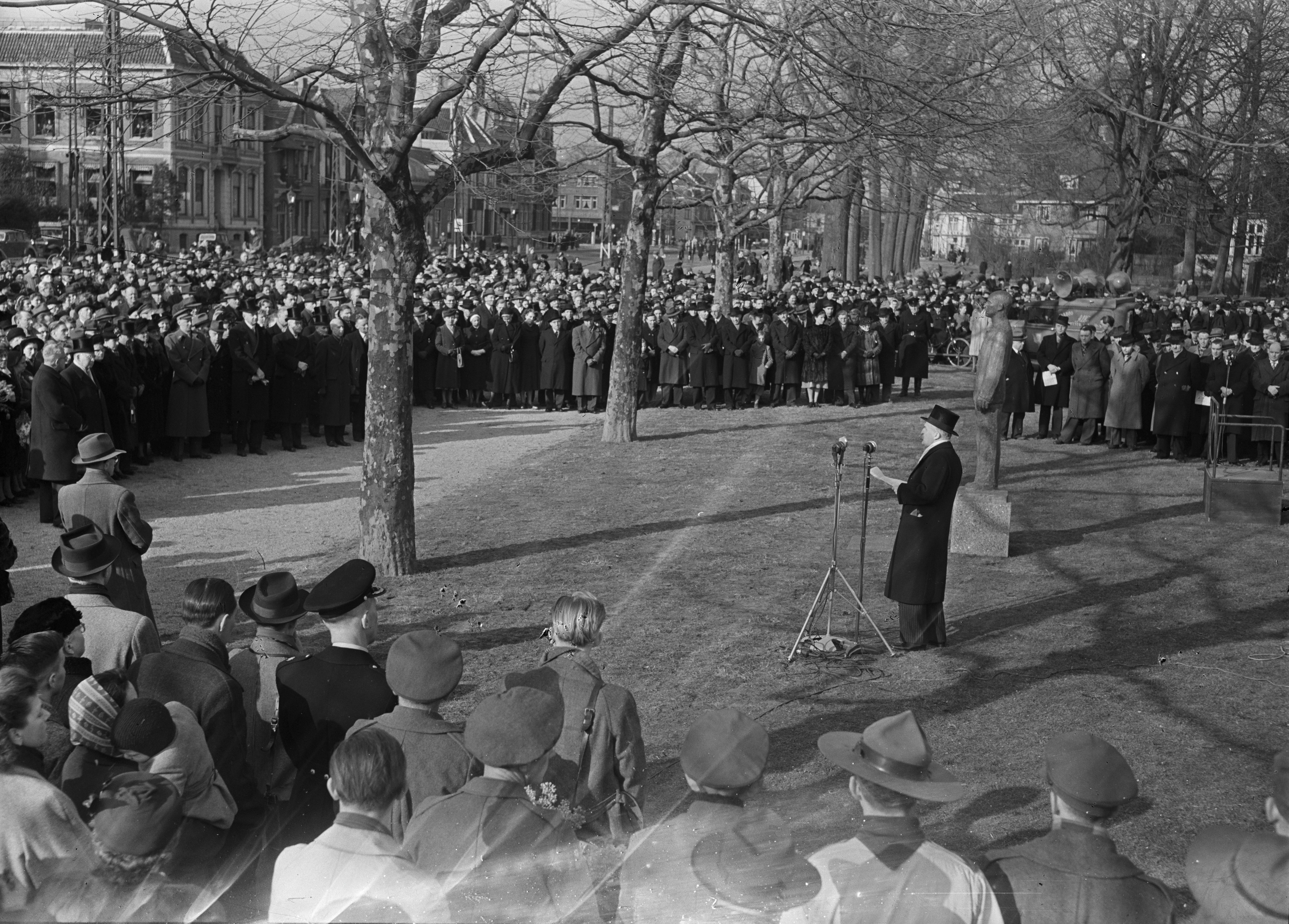
Onthulling in 1949 van het monument aan de Dreef

Op 7 maart 1949, vier jaar na de fusillade, is het monument 'Man voor het vuurpeloton' in Haarlem onthuld. Het is een bronzen beeld van een staande mannenfiguur, vervaardigd door beeldhouwer Mari Andriessen. Daarbij op de grond een 10 meter lange reeks stenen met de namen van de omgekomenen. Het monument is geplaatst aan de Dreef bij het Houtplein te Haarlem.

## Andere represailles in Haarlem
Eerder vonden ook represaillemaatregelen plaats in Haarlem:
- Represailles Westergracht: Op 26 oktober 1944 werden aan de Westergracht tien mannen geëxecuteerd als wraak voor de moord op Fake Krist
- Represaille Jan Gijzenbrug: Op 12 februari 1945 werden bij de Jan Gijzenbrug acht mannen geëxecuteerd als wraak voor een schietpartij bij de brug tussen het verzet en de Duitsers
- Ook in 1943 was er al sprake geweest van een grote represaillemaatregel: op 2 februari 1943 werden drie joden en zeven communisten geëxecuteerd in de duinen bij het Kopje van Bloemendaal als wraak voor de aanslag op Alois Bamberger